# Marsili
Marsili – podwodny wulkan położony na dnie Morza Tyrreńskiego, ok. 175 km na południe od Neapolu. Wysokość wulkanu wynosi ok. 3000 m, zaś jego szczyt znajduje się ok. 450 m poniżej tafli wody. Wulkan został odkryty w latach 50. XX wieku. Pomimo że nie jest znana żadna jego erupcja w czasach historycznych, badania wykazują, że jest on wyjątkowo aktywny, a jego eksplozja może nastąpić w każdej chwili, powodując tsunami, które uderzy w wybrzeża Kampanii, Kalabrii i Sycylii.

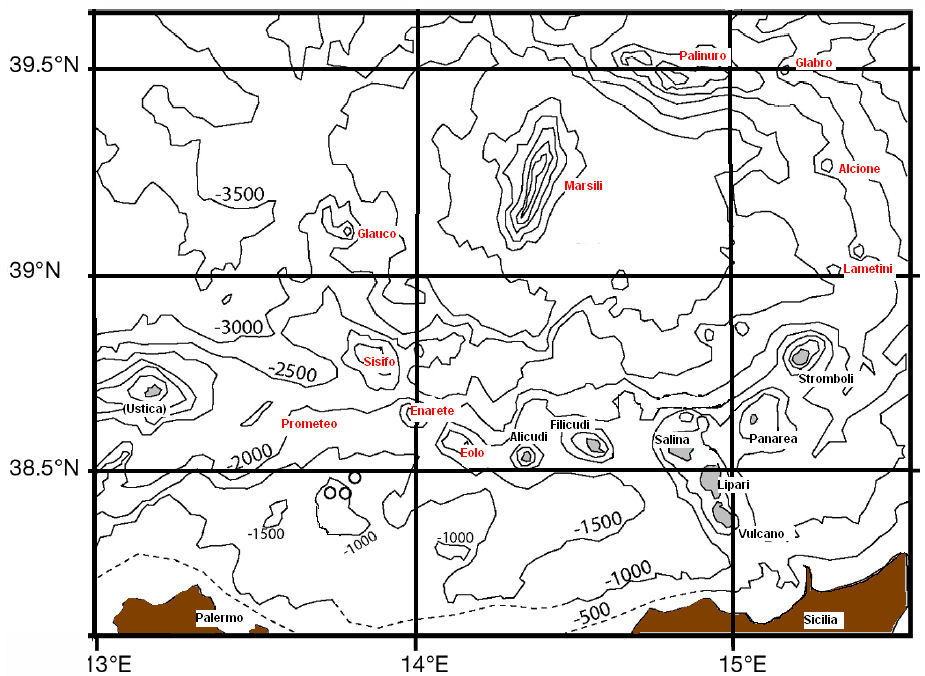
Szkic batymetryczny okolic wulkanu Marsili

Nazwa wulkanu pochodzi od Luigi Fernando Marsilego (1658–1730), włoskiego żołnierza i naukowca.